# Regió de Doboj
La Regió de Doboj és una de les set regions de la República Sèrbia, una de les dues divisions administratives de Bòsnia i Hercegovina. El seu centre administratiu és la ciutat de Doboj i està situada al nord de país.

## Llista de municipis
1. Bosanski Brod (va ser coneguda com Brod Sèrbia o simplement Brod)
2. Derventa
3. Doboj
4. Donji Žabar (va ser coneguda com Orašje Sèrbia)
5. Modriča
6. Pelagićevo
7. Petrovo
8. Šamac
9. Vukosavlje